# Julien Candelon
Julien Candelon (8 de julho de 1980) é um jogador de rugby sevens francês.

## Carreira
Julien Candelon integrou o elenco da Seleção Francesa de Rugbi de Sevens, na Rio 2016, que foi 7º colocada.